# Pero I Martínez de Luna
Pero Martínez de Luna fou un cavaller aragonès del llinatge dels Luna que morí decapitat pels fets de la campana de Huesca